# Commelina bella
Commelina bella là một loài thực vật có hoa trong họ Commelinaceae. Loài này được Oberm. mô tả khoa học đầu tiên năm 1981.